# Band (réseau de télévision)
Pour les articles homonymes, voir Bandeirantes.
Band (abréviation de Bandeirantes, également appelé Rede Bandeirantes) est un réseau de télévision brésilien fondé en 1967 et appartenant au groupe de médias brésilien Bandeirantes de Comunicação.
Cette société de télévision est membre de l'Organisation des Télécommunications Ibéro-Américaines (OTI).

## Histoire
En 1945, à São Paulo, l'homme d'affaires João Jorge Saad rachète à son beau-père Ademar de Barros la Rádio Bandeirantes, que le gouverneur de São Paulo de l'époque avait achetée à son ancien propriétaire, Paulo Machado de Carvalho, propriétaire de la Rádio Record et d'Emisoras Unidas. Sous l'administration du président Getúlio Vargas, João Saad a réussi à obtenir la concession d'une chaîne de télévision à São Paulo dans les années 1950. Sous le gouvernement de Juscelino Kubitschek, la concession a été annulée et cédée à un autre homme d'affaires. Cependant, Saad a réussi, à l'époque du gouvernement de João Goulart, à récupérer la chaîne de télévision. En 1961, au Morumbi, les travaux de construction de l'immeuble Radiantes ont commencé. Cet immeuble a été spécialement construit pour abriter les studios de télévision les plus modernes d'Amérique latine et a été surnommé plus tard par les employés « palais enchanté ». La construction du bâtiment de la chaîne, le premier du pays à être conçu pour recevoir une télévision, a duré environ cinq ans. Saad a repoussé à plusieurs reprises le début des opérations : « Ce n'était pas encore le moment... Je n'ai ouvert la station qu'en 1967, sur des bases solides », a-t-il déclaré. Avec une tour de transmission sur le Pico do Jaraguá, en février 1967, les émissions expérimentales ont commencé, avec des diapositives, des films et des documentaires.

Logo originel de Rede Bandeirantes de 1967 à 1981.

TV Bandeirantes a officiellement commencé à émettre régulièrement le 13 mai 1967, avec un discours de son fondateur, João Jorge Saad, suivi d'un concert des chanteurs Agostinho dos Santos et Cláudia, qui ont ouvert les émissions. Les personnes présentes à cette époque étaient généralement des hommes politiques, dont le président Costa e Silva, le gouverneur de São Paulo Abreu Sodré, le maire de São Paulo Faria Lima, des ministres et des secrétaires d'État. Une aire de jeux et un cirque gratuit pour les familles à faible revenu ont été installés devant le siège de la station. Pendant deux jours, des chasses au trésor et des jeux ont été organisés, des cadeaux commémoratifs ont été distribués et cinq maisons ont été tirées au sort pour les mères pauvres.
Bandeirantes a investi dès le départ dans le sport, le cinéma et le journalisme. Pour Saad, la programmation doit être « éclectique ». Selon lui, il ne faut pas « trop élever le niveau des programmes, sinon il n'y a pas de public ». Dans un premier temps, une nouveauté a été testée dans la grille des programmes, en supprimant les intervalles entre les émissions. En 1967, quelques jours après l'ouverture, le premier feuilleton de l'ancienne TV Bandeirantes, Os Miseráveis, adapté par Walther Negrão et Chico de Assis, a été diffusé, avec une innovation : des chapitres d'une durée de 45 minutes. Le premier programme d'information du réseau a été Holders News, un programme traditionnel correspondant de Radio Bandeirantes. En peu de temps, la direction de la station est confiée à Gilberto Martins et Antonino Seabra. En 1968, le programme Xênia e Você, présenté par Xênia Bier, a été diffusé sur la chaîne à 15 heures et y est resté pendant des années. Cette même année, TV Bandeirantes a diffusé le Sítio do Picapau Amarelo à 18h30 et, à 19h30, As Aventuras de Rin-tin-tin.
Le 19 septembre 1969, la station a subi un incendie dévastateur qui a détruit ses installations. La plupart des archives et du matériel de la station ont été perdus à cause de l'incendie. Le slogan de l'époque était : « Bandeirantes ne s'arrêtera pas ». L'incendie qui s'est produit dans les studios du Morumbi a conduit à la location précipitée du Cine Arlequim, sur l'Avenida Brigadeiro Luís Antônio, à São Paulo, qui a été baptisé Teatro Bandeirantes. Toute la programmation de TV Bandeirantes était produite à partir du Cine Arlequim, qui fut rapidement transformé en Teatro Bandeirantes. L'incendie de Bandeirantes est similaire à ceux de Rede Globo, Rede Record et Rede Excelsior. Les quatre incendies se sont produits en moins d'une semaine, ce qui a incité les autorités à les attribuer à des actes de sabotage, sous un commandement unique. L'incendie de TV Bandeirantes a été le plus important des quatre, avec des dégâts estimés à environ 15 millions de dollars canadiens. Cet incendie a duré trois heures et demie et le feu se serait déclaré, au même moment, en trois points différents. À cette occasion, le commandant de la deuxième armée, le général Canavarro Pereira, et le gouverneur Abreu Sodrét ont exprimé la certitude que ces incidents « font partie d'un plan terroriste » et ont demandé l'aide de la population pour les combattre. Avant ce problème, João Saad se serait vu conseiller par une voyante de vendre la station pour avoir prévu un incendie. Dans une entrevue, il aurait dit qu'il n'y avait pas cru parce qu'il pensait qu'elle était au service d'un concurrent. La chaîne a connu trois grandes saisons de production/exposition de fictions télévisées. La première se situe dans les premières années de fonctionnement, de 1967 à 1970. Pendant cette période, outre Os Miseráveis, déjà mentionnée, des histoires telles que Era Necessidade Back et O Bolha ont été produites. Elle a diffusé la Coupe du monde de football 1970 remportée par le Brésil.
En 2023, Band a lancé sa chaîne internationale New Brasil basée à Lisbonne pour les brésiliens du monde entier, par la filiale Newco Pay TV du Grupo Bandeirantes, qui édite aussi des chaînes payantes, le service de streaming Newco Plus à péage lancé en 2022, et le service gratuit (FAST) New Brasil Plus lancé le 12 juin 2024,, tandis que Band a son service BandPlay depuis 2020,.